# Ministère de la Défense
Le ministère de la Défense est l'organisme gouvernemental responsable de l'exécution de la politique militaire du pays et de l'organisation militaire qui lui est nécessaire. Il a, à sa tête, un ministre de la Défense. L'appellation «Département de la Défense» (DoD) est propre aux États-Unis, à l'Irlande, la Suisse, à l'Australie et au Canada.

## Quelques ministères
| Pays                             | Ministère | Ministre                                                                                      | Liste                                                 |  |
| -------------------------------- | --- | --------------------------------------------------------------------------------------------- | ----------------------------------------------------- |  |
| Afrique du Sud                   | Ministère de la Défense (en) (Department of Defence)                                                                   | Ministre de la Défense et des Anciens Combattants (Minister of Defence and Military Veterans) | Liste des ministres sud-africains de la Défense       |  |
| Algérie                          | Ministère de la Défense nationale                                                                                      |                                                                                               |                                                       |  |
| Allemagne                        | Ministère fédéral de la Défense (Bundesministerium der Verteidigung, BMVg)                                             |                                                                                               |                                                       |  |
| Allemagne de l'Est               | Ministère de la Défense nationale de la RDA (Ministerium für Nationale Verteidigung)                                   |                                                                                               |                                                       |  |
| Australie                        | Ministère de la Défense (Department of Defence)                                                                        | Ministre de la Défense (Minister for Defence)                                                 |                                                       |  |
| Autriche                         | Ministère fédéral de la Défense nationale (Bundesministerium für Landesverteidigung, BMLV)                             |                                                                                               | Liste des ministres autrichiens de la Défense (en)    |  |
| Azerbaïdjan                      | Ministère de la Défense (Azərbaycan Respublikasının Müdafiə Nazirliyi)                                                 |                                                                                               |                                                       |  |
| Belgique                         | Ministère de la Défense (néerlandais : Ministerie van Defensie)                                                        |                                                                                               | Liste des ministres belges de la Défense              |  |
| Biélorussie                      | Ministère de la Défense (Мiнiстэрства абароны Рэспублікі Беларусь)                                                     |                                                                                               |                                                       |  |
| Brésil                           | Ministère de la Défense (Brésil) (en) (portugais : Ministério da Defesa)                                               |                                                                                               | Liste des ministres brésiliens de la Défense (pt)     |  |
| Burkina Faso                     | Ministère de la Défense nationale et des Anciens combattants                                                           |                                                                                               |                                                       |  |
| Cameroun                         | Ministère de la Défense (Cameroun) (Ministry of Defence)                                                               |                                                                                               |                                                       |  |
| Canada                           | Ministère de la Défense nationale (MDN, Department of National Defence, DND)                                           | Ministre de la Défense nationale (Minister of National Defence)                               | Liste des ministres de la Défense nationale du Canada |  |
| République populaire de Chine    | Ministère de la Défense nationale (中国国防部)                                                                         |                                                                                               |                                                       |  |
| République de Chine              | Ministère de la Défense nationale (中華民國國防部 (Zhōnghuá Mínguó Guófángbù)                                          |                                                                                               |                                                       |  |
| Chypre                           | Ministère de la Défense                                                                                                |                                                                                               |                                                       |  |
| Colombie                         | Ministère de la Défense nationale (Ministerio de Defensa Nacional)                                                     |                                                                                               |                                                       |  |
| Corée du Nord                    | Ministère de la Défense nationale                                                                                      |                                                                                               |                                                       |  |
| Corée du Sud                     | Ministère de la Défense nationale                                                                                      |                                                                                               |                                                       |  |
| Côte d'Ivoire                    | Ministère de la Défense                                                                                                |                                                                                               |                                                       |  |
| Danemark                         | Ministère de la Défense (Forsvarsministeriet)                                                                          |                                                                                               |                                                       |  |
| République dominicaine           | Ministère des Forces armées (Ministerio de las Fuerzas Armadas)                                                        |                                                                                               |                                                       |  |
| Espagne                          | Ministère de la Défense (Ministerio de Defensa)                                                                        |                                                                                               |                                                       |  |
| Estonie                          | Ministère de la Défense                                                                                                |                                                                                               |                                                       |  |
| États-Unis                       | Département de la Défense (Department of Defense)                                                                      | Secrétaire à la Défense (Secretary of Defense)                                                |                                                       |  |
| Éthiopie                         | Ministère de la Défense                                                                                                |                                                                                               |                                                       |  |
| Finlande                         | Ministère de la Défense (finnois : puolustusministeri, suédois : försvarsminister)                                     |                                                                                               |                                                       |  |
| France                           | Ministère des Armées (abrégé en MINARM par les administrations et les armées)                                          |                                                                                               | Liste des ministres français de la Défense            |  |
| Géorgie                          | Ministère de la Défense                                                                                                |                                                                                               |                                                       |  |
| Grèce                            | Ministère de la Défense nationale (Υπουργείο Εθνικής Άμυνας (Ypourgío Ethnikís Ámynas), ΥΠΕΘΑ (YPETHA)                 |                                                                                               | Liste des ministres grecs de la Défense               |  |
| Haïti                            | Ministère de la Défense nationale                                                                                      |                                                                                               | Liste des ministres haïtiens de la Défense            |  |
| Inde                             | Ministère de la Défense                                                                                                |                                                                                               |                                                       |  |
| Irlande                          | Département de la Défense                                                                                              | Ministre de la Défense                                                                        |                                                       |  |
| Iran                             | Ministère de la Défense et de la Logistique des forces armées (وزارت دفاع و پشتیبانی نیروهای مسلح جمهوری اسلامی ایران) |                                                                                               |                                                       |  |
| Israël                           | Ministère de la Défense (מִשְׂרַד הַבִּטָּחוֹן (Misrad HaBitahon)                                                                | Ministre de la Défense (שַׂר הַבִּטָּחוֹן (Sar HaBitahon)                                             |                                                       |  |
| Italie                           | Ministère de la Défense (Ministero della Difesa, MDD)                                                                  |                                                                                               | Liste des ministres italiens de la Défense            |  |
| Japon                            | Ministère de la Défense (防衛大臣 (Bōei Daijin) ou 防衛相 (Bōei-shō)                                                   |                                                                                               |                                                       |  |
| Lettonie                         | Ministère de la Défense                                                                                                |                                                                                               |                                                       |  |
| Liban                            | Ministère de la Défense nationale                                                                                      |                                                                                               |                                                       |  |
| Madagascar                       | Ministère des Forces armées                                                                                            |                                                                                               |                                                       |  |
| Maroc                            | Administration de la défense nationale                                                                                 | Ministre délégué à l’Administration de la Défense nationale                                   |                                                       |  |
| Mexique                          | Secrétariat à la Défense nationale (Secretaría de la Defensa Nacional, SEDENA)                                         |                                                                                               |                                                       |  |
| Moldavie                         | Ministère de la Défense                                                                                                |                                                                                               |                                                       |  |
| Norvège                          | Ministère de la Défense (Forsvarsdepartementet)                                                                        |                                                                                               |                                                       |  |
| Ouzbékistan                      | Ministère de la Défense (Mudofaa vaziri)                                                                               |                                                                                               |                                                       |  |
| Pays-Bas                         | Ministère de la Défense (Ministerie van Defensie)                                                                      |                                                                                               |                                                       |  |
| Pérou                            | Ministère de la Défense (Ministerio de Defensa)                                                                        |                                                                                               |                                                       |  |
| Philippines                      | Ministère de la Défense nationale (Kagawaran ng Tanggulang Pambansa)                                                   |                                                                                               |                                                       |  |
| République démocratique du Congo | Ministère de la Défense et des Anciens combattants                                                                     |                                                                                               |                                                       |  |
| Roumanie                         | Ministère de la Défense (Ministerul Apărării Naționale, MApN)                                                          |                                                                                               |                                                       |  |
| Royaume-Uni                      | Ministère de la Défense (Ministry of Defence)                                                                          | Secrétaire d'État à la Défense (Secretary of State for Defence)                               |                                                       |  |
| Russie                           | Ministère de la Défense (Министерство обороны, Минобороны, МО)                                                         |                                                                                               |                                                       |  |
| Rwanda                           | Ministère de la Défense                                                                                                |                                                                                               |                                                       |  |
| Serbie                           | Ministère de la Défense                                                                                                |                                                                                               |                                                       |  |
| Suède                            | Ministère de la Défense (Försvarsdepartementet)                                                                        |                                                                                               |                                                       |  |
| Suisse                           | Département fédéral de la défense, de la protection de la population et des sports                                     |                                                                                               |                                                       |  |
| Tchéquie                         | Ministère de la Défense                                                                                                |                                                                                               |                                                       |  |
| Thaïlande                        | | Ministre de la Défense (รัฐมนตรีว่าการกระทรวงกลาโหม)                                             | Liste des ministres thaïlandais de la Défense (en)    |  |
| Tunisie                          | Ministère de la Défense nationale                                                                                      |                                                                                               |                                                       |  |
| Turquie                          | Ministère de la Défense nationale (Millî Savunma Bakanlığı)                                                            |                                                                                               |                                                       |  |
| Ukraine                          | Ministère de la Défense (Міністерство оборони України)                                                                 |                                                                                               |                                                       |  |
| Union soviétique                 | Ministère de la Défense                                                                                                |                                                                                               | Liste des ministres soviétiques de la Défense         |  |
| Venezuela                        | Ministère de la Défense (Ministerio del Poder Popular para la Defensa)                                                 |                                                                                               |                                                       |  |
| Viêt Nam                         | Ministère de la Défense (Bộ Quốc phòng)                                                                                | Ministre de la Défense (en)                                                                   |                                                       |  |

## Exceptions
Dans trois pays seulement, le ministère de la défense n'a aucune autorité sur les forces armées et n'est chargé que des relations avec les armées étrangères. Ce sont des commissions séparées du ministère qui dirigent les forces militaires :
- La Commission militaire centrale pour la Chine.
- La Commission des affaires de l'État pour la Corée du Nord, issue du Comité de la défense nationale.
- La Commission militaire centrale (en) pour le Vietnam.